# ヴィンピー・ファンデルヴァルト
ペトルス・ウィレム・"ヴィンピー"・ファン・デル・ヴァルト（Petrus Willem "Wimpie" van der Walt、1989年1月6日 - ）は、南アフリカ共和国出身のラグビーユニオン選手。日本での登録名はヴィンピー・ファンデルヴァルト。

## プロフィール
- 南アフリカ共和国ブリッツ出身。
- ポジションはロック(LO)、フランカー（FL）。
- 身長 188 cm、体重 106 kg
- 日本代表キャップは22(2022年11月現在)。

## 来歴
ラグビーは7歳から始めた。
ネルスプロイト高校、キングスを経て、2013年、NTTドコモレッドハリケーンズに加入。同年9月1日に行われたジャパンラグビートップリーグ1stステージ第1節の九州電力キューデンヴォルテクス戦に途中出場で日本での公式戦初出場を果たす。
2017年11月4日に行われたリポビタンDチャレンジカップ2017オーストラリア代表戦にて途中出場で日本代表初キャップを獲得した。また同年12月にはサンウルブズの2018年スコッドに選ばれた。
2019年8月、ラグビーワールドカップ2019の日本代表に選出された。
2022-23シーズンから、NTTグループ内のチーム再編成に伴い、レッドハリケーンズから浦安D-Rocksへ移籍。
2025年5月、浦安D-Rocksを退団。